# Knullana hauchuca
Knullana hauchuca är en insektsart som beskrevs av Delong 1941. Knullana hauchuca ingår i släktet Knullana och familjen dvärgstritar. Inga underarter finns listade i Catalogue of Life.